# 후일담
《후일담》은 1998년 11월에 발매된 언니네이발관의 두 번째 정규 앨범이다.

## 수록곡 목록
| #  | 수록곡 제목              | 재생 시간 |
| -- | ------------------------ | --------- |
| 1  | 유리                     | 3:47      |
| 2  | 어제 만난 슈팅스타       | 5:11      |
| 3  | 실락원                   | 4:26      |
| 4  | 꿈의 팝송                | 5:34      |
| 5  | 순수함이라곤 없는 정(情) | 4:03      |
| 6  | 다음곡은 뭐죠?           | 1:55      |
| 7  | 어떤날                   | 5:04      |
| 8  | 무명택시                 | 4:16      |
| 9  | (인샬라)                 | 3:06      |
| 10 | 인생의 별                | 6:17      |
| 11 | 청승고백                 | 7:25      |
| 12 | 너의 비밀의 화원         | 3:43      |

## 참여 멤버
- 이석원: 보컬, 기타
- 정대욱: 기타
- 이상문: 베이스 기타
- 김태윤: 드럼, 퍼커션
- 비정규 멤버
  - 정재일: 키보드 (어떤날, 청승고백, 너의비밀의화원), 베이스 기타 (다음곡은뭐죠?)
  - 주노3000: 베이스 기타 (어제만난슈팅스타)
  - 데이트리퍼: 드럼 프로그래밍 ()